# Dicrostonyx unalascensis
Dicrostonyx unalascensis е вид бозайник от семейство Хомякови (Cricetidae).

## Разпространение
Видът е разпространен в САЩ (Алеутски острови и Аляска).